# سوپرگرل (سیر-ال)
سوپرگرل (به انگلیسی: Supergirl) که تحت عناوین سیر-ال و شریل کنت نیز شناخته می‌شود، یک شخصیت خیالی ابرقهرمان در کتاب‌های کامیک آمریکایی منتشر شده توسط دی‌سی کامیکس است. او یکی از چندین شخصیت دنیای دی‌سی است که عنوان سوپرگرل را به یدک می‌کشد. این شخصیت توسط نویسنده استیون سیگل و طراح اسکات مک‌دنیل خلق شده است؛ که برای اولین بار در شمارهٔ ۱ از مجموعه کتاب کمیک ماجراجویی ۱۰ سنتی سوپرمن (۲۰۰۳) به عنوان دختر (اثبات نشده) شخصیت ابرقهرمان سوپرمن از آینده معرفی شد.
بعدها مشخص شد او توسط شخصیت برین‌نیاک برای خدمت به عنوان یک میزبان برای ویروس «YES» خلق شده است. سوپرمن آینده‌ای را مشاهده نمود که در آن بنا بر دلایلی به نسل بشر خاتمه می‌دهد. به او گفته شد که مرگ سیر-ال باعث جلوگیری از این پیامد در آینده خواهد شد؛ بنابراین سیر-ال خود را درون درگاه زمان انداخت و باعث پاک شدن آینده و ویروسی که او را به وجود آورده بود، شد. او اطمینان حاصل کرد که دیگر هرگز متولد نخواهد شد، بنابراین دیگر قادر به بازگشت و تغییر تاریخ نیز نبود.